# Himantura schmardae
Himantura schmardae és una espècie de peix pertanyent a la família dels dasiàtids.

## Descripció
- Pot arribar a fer 200 cm de llargària màxima (normalment, en fa 100).
- Disc oval, arrodonit, de color marró fosc al dors i amb les vores més fosques.
- La superfície inferior i les aletes pèlviques són groguenques o de color blanc crema.[3]

## Reproducció
És ovovivípar.

## Hàbitat
És un peix marí, demersal i de clima tropical, el qual viu sobre fons sorrencs i, de tant en tant, a prop dels esculls de corall.

## Distribució geogràfica
Es troba a l'Atlàntic occidental central: des del golf de Campeche i les Índies Occidentals fins a Surinam i el Brasil.

## Observacions
És verinós per als humans i es comercialitza en salaó i per a preparar gelatines i olis.